# Ядранка Шешель
Ядранка Шешель (серб. Jадранка Шешељ, Jadranka Šešelj; нар.. 13 квітня 1960 р. в Подуєво, САК Косово, СР Сербія, СФРЮ) — дружина лідера сербських націоналістів Воїслава Шешеля, кандидат у президенти Сербії від Сербської радикальної партії на виборах 2012 року.

## Біографія
Ядранка Шешель народилася в 1960 році в Подуєво, третьою дитиною в сім'ї Павлович. Мати Олівера, родом з Блаца, була домогосподаркою, а батько Вучин, родом з-під Прокупле, був медичним працівником. Спочатку сім'я Павлович жила в Пріштіні, але пізніше перебралася в Белград.
6 квітня 2012 року Головуюча колегія Сербської Радикальної Партії затвердила Ядранку Шешель як кандидата від Сербської Радикальної Партії на президентських виборах 6 травня. Ядранку Шешель в якості кандидата на пост Президента запропонував віце-голова СРС Олександр Мартинович, раніше найчастіше згадуваний як можливий кандидат від радикалів.
«Сербії потрібен господар, який буде про неї піклуватися, готовий пожертвувати собою заради неї, як піклується про свою сім'ю і жертвує собою заради неї Ядранка Шешель», — заявила Головуюча колегія СРС.
6 квітня 2012 року в Російському домі Ядранка Шешель представила свою першу книгу «Вірна породици, вірна Србији».
Ядранка Шешель вважає, що Сербія повинна підключитися до Митного союзу Росії, Білорусії і Казахстану і стати частиною Єдиного економічного простору. На її думку єдиною перспективою у сфері економіки є співпраця з Росією. Серед першочергових економічних дій Сербії в разі свого обрання на вищий пост в країні дружина Воїслава Шешеля назвала розірвання домовленостей з МВФ, введення сверхналога для іноземних банків, «реалізацію російського кредиту в інфраструктуру і побудову Південного Потоку через Сербію».